# Гипполох и Писандр
Гипполох и Писандр (др.-греч. Ἱππόλοχος καὶ Πείσανδρός) — персонажи древнегреческой мифологии.
Сыновья троянского старейшины Антимаха, убитые утром четвертого дня Илиады во время атаки Агамемнона.
Продвигаясь с боем от ахейских кораблей к стенам города, Агамемнон сразил нескольких знатных воинов, и в их числе напал на сыновей Антимаха, вдвоем правивших колесницей. Лошади испугались и встали, братья, не надеясь спастись бегством, взмолились к ахейскому царю о пощаде, обещая богатый выкуп, «много и меди, и злата, и хитрых изделий железа», которым в то время владели только очень богатые люди.
Узнав, чьи они сыновья, царь народов не принял предложения: